# Blocul electoral „Pentru o Moldovă Democratică și Prosperă”
Blocul electoral „Pentru o Moldovă Democratică și Prosperă” (abreviat BepMDP) a fost o coaliție politică din Republica Moldova, condusă de Dumitru Diacov. La alegerile parlamentare din 22 martie 1998, formațiunea a obținut 294.691 de voturi valabil exprimate (18,16%), ceea ce i-a permis să depășească pragul electoral de 4% și să intre în posesia a 24 mandate de deputați în Parlamentul de legislatura a XIV-a.
Blocul era format din:
- Mișcarea social-politică “Pentru o Moldovă Democratică și Prosperă” (astăzi PSDE)
- Partidul Civic din Moldova
- Mișcarea “Forța Nouă”
- Partidul Democrat-Popular din Moldova

Parlamentare 1998